# Nowodanyliwka (Melitopol)
Nowodanyliwka (ukrainisch Новоданилівка; russisch Новоданиловка Nowodanilowka) ist ein Dorf im Südwesten der ukrainischen Oblast Saporischschja mit etwa 2000 Einwohnern (2001).

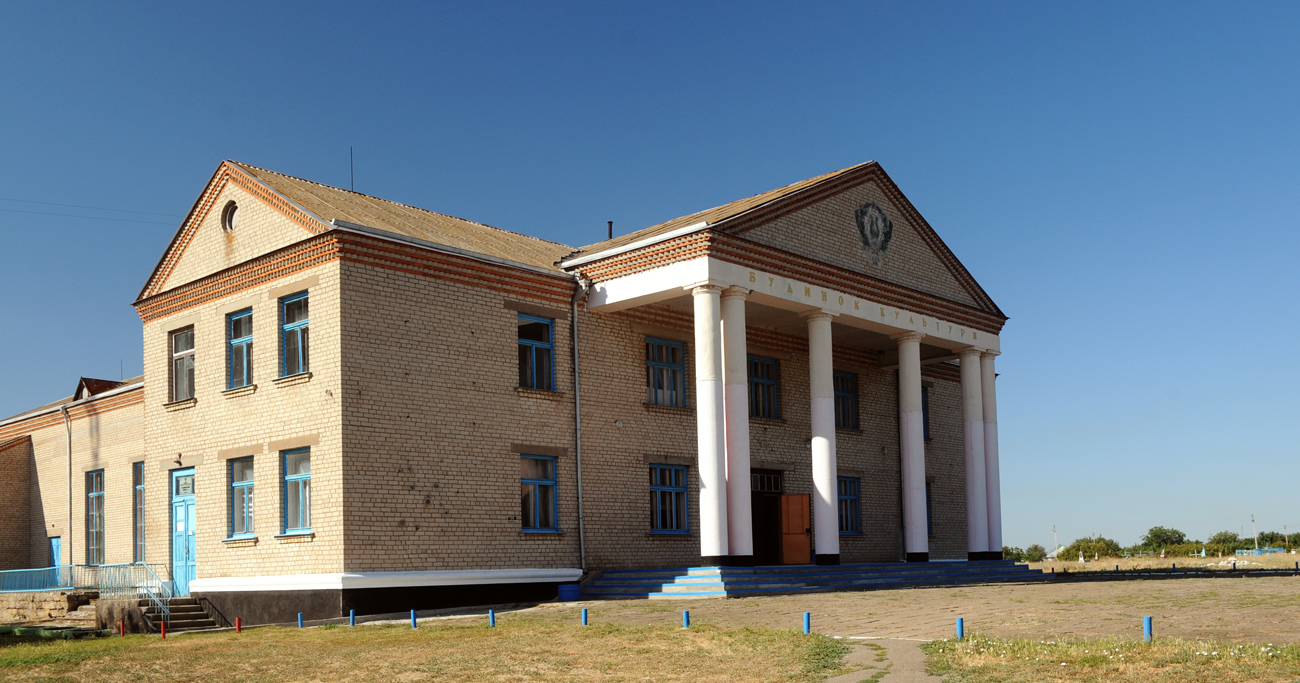
Kulturhaus im Ort

Das 1860 gegründete Dorf liegt am Ufer des 83 km langen, zum Utljuk-Liman fließenden Welykyj Utljuk (Великий Утлюк) und befindet sich 15 km südwestlich vom ehemaligen Rajonzentrum Jakymiwka und 160 km südlich vom Oblastzentrum Saporischschja.
Am 16. Mai 2017 wurde das Dorf ein Teil der neugegründeten Siedlungsgemeinde Jakymiwka, bis dahin bildete es zusammen mit den Dörfern Hanniwka (Ганнівка), Jelysawetiwka (Єлизаветівка), Semychatky (Семихатки, bis zu dessen Auflösung 2011) und Welyka Terniwka (Велика Тернівка) die gleichnamige Landratsgemeinde Nowodanyliwka (Новоданилівська сільська рада/Nowodanyliwska silska rada) im Zentrum des Rajons Jakymiwka.
Seit dem 17. Juli 2020 ist sie ein Teil des Rajons Melitopol.